# سانتیاگو ورا
سانتیاگو ورا (انگلیسی: Santiago Vera؛ زادهٔ ۱۲ دسامبر ۱۹۹۸) بازیکن فوتبال اهل آرژانتین است.
از باشگاه‌هایی که در آن بازی کرده‌است می‌توان به باشگاه فوتبال ریور پلاته اشاره کرد.